# نيل بيرغ
نيل بيرغ (بالإنجليزية: Neil Berg)‏ هو ملحن أمريكي، ولد في القرن العشرين.